# Biserica de lemn din Păpăuți

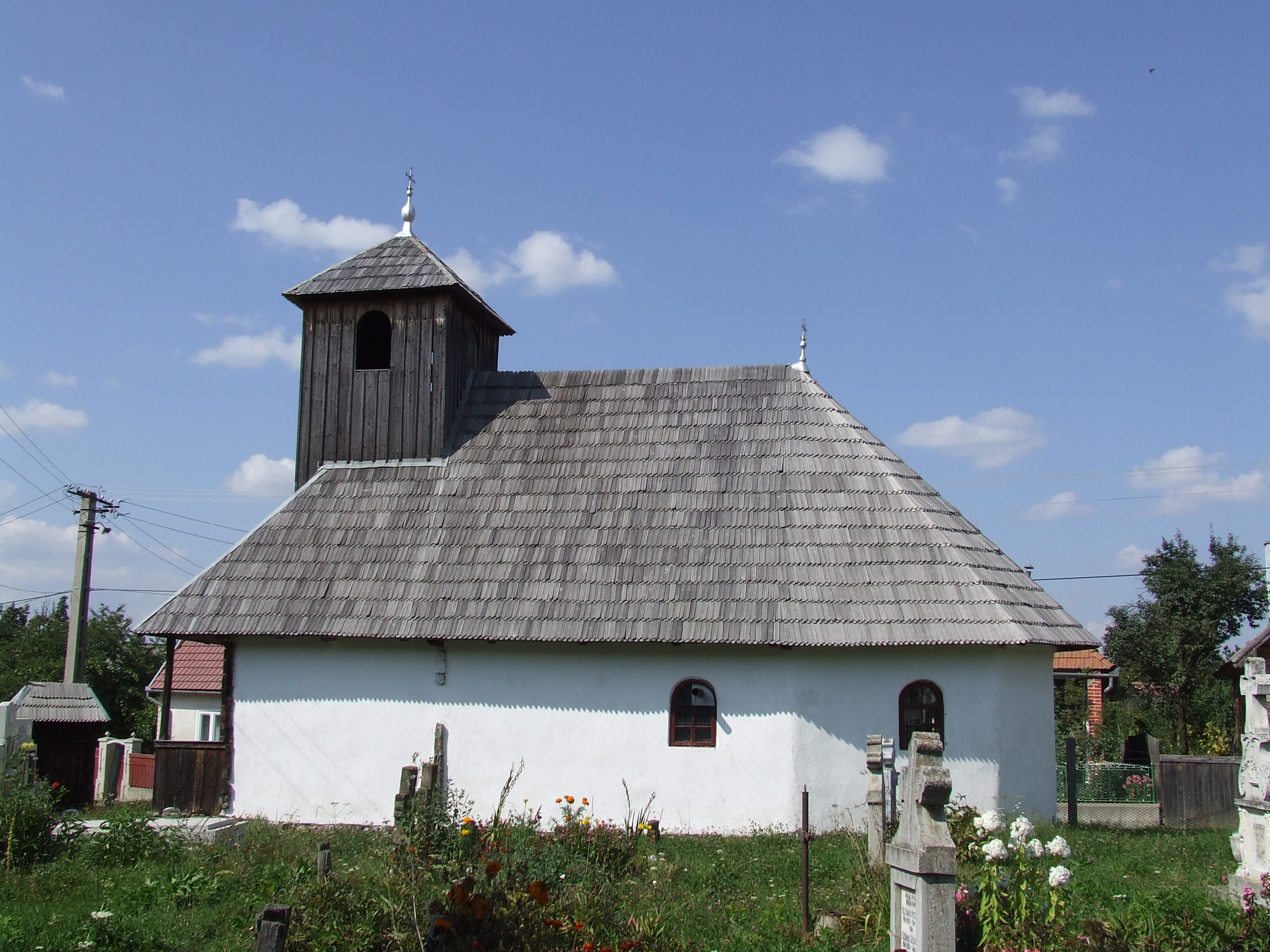
Biserica de lemn din Păpăuţi, județul Covasna, 2009

Biserica de lemn din Păpăuți, aflată în satul cu același nume din comuna Zagon, județul Covasna este datată din anul 1814. Acest an se referă probabil la strămutarea ei din Zagon și reclădirea ei în Păpăuți. Are hramul Sfânta Parascheva și este înscrisă pe noua listă a monumentelor istorice sub codul  CV-II-m-B-13252.

## Istoric și trăsături
Biserica a fost adusă din satul învecinat, Zagon.